# Catherine Guérard
Pour les articles homonymes, voir Guérard.
Catherine Guérard est le pseudonyme le plus connu de Catherine Dreyfus, une journaliste et romancière française née le 3 septembre 1929 au Vésinet et morte le 14 juillet 2010 à Paris. Tombée dans l'oubli pendant plusieurs décennies, son œuvre est redécouverte au début des années 2020 lorsque les éditions du Chemin de fer rééditent Renata n'importe quoi, son second roman, sélectionné pour le Goncourt 1967.

## Biographie

### Famille et relations amoureuses
Catherine Dreyfus naît le 3 septembre 1929 au Vésinet, dans une famille issue de la haute bourgeoisie juive. Sa mère, Madeleine Bruhl, est la fille d'Henri Bruhl, diamantaire, et son père, Jacques Dreyfus, le fils d'Eugène Dreyfus, premier président de la cour d'appel de Paris. Ensemble, ils ont eu deux fils avant Catherine, leur troisième et dernier enfant : Bertrand et Dominique. Catherine Dreyfus est par ailleurs la nièce de Jacques Monod, prix Nobel de physiologie ou médecine en 1965.
On lui connaît deux relations amoureuses : la première avec François Mitterrand, futur président de la République de 1981 à 1995, et la seconde (à partir de 1968) avec Paul Guimard, écrivain et époux de la romancière Benoîte Groult.

### Carrière littéraire
Journaliste, c'est sous son pseudonyme de Catherine Guérard que Catherine Dreyfus publie en 1955 son premier roman, Ces Princes, aux éditions de La Table Ronde. Dans celui-ci, la romancière donne à voir un général tiraillé par la passion qu'il éprouve pour son amant, un jeune polytechnicien qui a déserté, et ses engagements de soldat.
Douze ans plus tard, en 1967, Catherine Guérard fait paraître son second roman, Renata n'importe quoi, un livre qui, bien que long de 200 pages dans son édition originale chez Gallimard, se compose en tout et pour tout d'une seule phrase. Salué par la critique de l'époque,, le roman est sélectionné pour le prix Goncourt cette année-là, mais le jury lui préfère finalement La Marge, d'André Pieyre de Mandiargues. S'il s'agit du dernier qu'elle signe du nom de Catherine Guérard, ce n'est pas le dernier roman qu'écrit Catherine Dreyfus. Ainsi, l'écrivaine publie en 1971 Love, love, love dans la collection « Mlle Âge tendre » des éditions Filipacchi, sous le double pseudonyme de Marion et Sonia Cravel.
Jouant du piano, du clavecin et de l'orgue, Catherine Guérard est l'autrice pendant un temps d'une chronique musicale dans le magazine Elle. En 1975, elle crée la polémique après avoir dénigré Hector Berlioz dans un de ses articles, évènement qu'évoque François Mitterrand dans L'Abeille et l'Architecte (1978). Tandis que la rédaction de France-Soir publie un article en défense du compositeur, de nombreuses lectrices d'Elle écrivent à la rédaction du magazine, remettant en cause l'expertise de Catherine Guérard dans le domaine musical.
Par ailleurs, toujours dans les années 1970, Catherine Guérard participe à l'organisation du prix d'Honneur, aux côtés notamment de Benoîte Groult. Créé par Claude Dalla Torre, ce prix se veut une alternative au prix Femina, jugé « trop académique », et est également décerné par un jury exclusivement féminin. Lui téléphonant au sujet du prix d'Honneur qui lui était décerné cette année-là pour Ce qu'ils disent ou rien, Catherine Guérard confie d'ailleurs en 1977 à Annie Ernaux qu'elle rencontre alors des difficultés à écrire.

### Redécouverte dans les années 2020
C'est en 2021 que Renaud Buénerd et François Grosso rééditent Renata n'importe quoi aux éditions du Chemin de fer, après que Gallimard leur a cédé les droits de publication. Ils ne disposent alors d'aucune information supplémentaire sur Catherine Guérard, ne savent pas même si elle est morte ou encore en vie. C'est à la suite de l'annonce de la réédition du roman dans la presse que les deux éditeurs en apprennent davantage, au contact notamment de la journaliste et romancière Yvonne Baby, qui évoque Catherine Guérard et sa relation avec François Mitterrand dans un chapitre de son livre À l'encre bleu nuit (2014). Pour la deuxième fois, Renata n'importe quoi est salué par la critique ; l'association Initiales, qui rassemble des libraires indépendants, lui décerne le prix Mémorable 2022.

## Analyse de l’œuvre
D'après Yvonne Baby, les lettres dont l'héroïne de Renata n'importe quoi cherche à se défaire seraient celles que François Mitterrand a adressées à Catherine Guérard, qui n'arrivait pas à l'oublier.

## Œuvre
- Ces princes, Paris, Gallimard, 1955 Réédition, les éditions du Chemin de fer, 110 p., 2022,  (ISBN 978-2-490356-31-7)
- Renata n'importe quoi, Paris, Gallimard, 1967Réédition, les éditions du Chemin de fer, 178 p., 2021,  (ISBN 978-2-490356-29-4)

### Sous le double pseudonyme de Marion et Sonia Cravel
- Love, love, love, Paris, Filipacchi, coll. « Mlle Âge tendre », 1971